# Fastboot
Fastboot (lit.: Inicialização rápida) é um protocolo de comunicação usado principalmente com dispositivos Android. Ele é implementado em uma ferramenta de interface de linha de comando do mesmo nome e como um modo do carregador de inicialização dos dispositivos Android. Ele está incluído no pacote Android SDK usado principalmente para modificar o sistema de arquivos flash via uma conexão USB a partir de um host do computador.

## Comandos
Algumas das funções mais comuns do fastboot são:
- flash – reescreve uma partição com uma imagem binária armazenada no host do computador.
- flashing unlock/oem unlock – desbloqueia um bootloader bloqueado pela OEM para flashear ROMs personalizadas/sem assinatura. O *** é uma chave de desbloqueio específica do dispositivo.
- flashing lock/oem lock – bloqueia um bootloader desbloqueado pela OEM.
- reboot – reinicia o dispositivo normalmente.
- reboot-bootloader – reinicia o dispositivo no modo bootloader.

## Acesso
Para usar o fastboot, uma combinação específica de teclas deve ser mantida durante a inicialização. A combinação varia de acordo com o fabricante do dispositivo.
O fastboot é usado para alguns procedimentos avançados, como desbloquear o bootloader, instalar um novo firmware (ROM), instalar um novo modo de recuperação, instalar kernels ou modificações.
O fastboot não requer que a depuração USB seja ativada no dispositivo.